# Luigi Bazzoni
Pour les articles homonymes, voir Bazzoni.
Luigi Bazzoni, né le 25 juin 1929 à Salsomaggiore Terme dans la région de l'Émilie-Romagne en Italie et mort le 1er mars 2012 dans la même ville, est un réalisateur et un scénariste italien.

## Biographie
Né à Salsomaggiore Terme, Luigi Bazzoni est le frère aîné du réalisateur Camillo Bazzoni et le cousin du directeur de la photographie Vittorio Storaro. Il commence sa carrière comme assistant réalisateur pour Sergio Grieco puis pour Claudio Gora et Mauro Bolognini avant de passer à son tour à la réalisation. 
Pour ses débuts, il obtient en 1963 une mention spéciale au festival de Cannes avec son court-métrage Di Domenica. Il signe ensuite son premier film en 1965, La Femme du lac, d'après un texte de l'écrivain italien Giovanni Comisso. 
Il se fait remarquer en 1968 avec le western-spaghetti L'Homme, l'Orgueil et la Vengeance (L'uomo, l'orgoglio, la vendetta) réalisé d'après la nouvelle Carmen de l'écrivain français Prosper Mérimée. Il signe ensuite le giallo Journée noire pour un bélier (Giornata nera per l'ariete) d'après le roman The Fifth Cord du romancier écossais Dominic Devine. En 1975, il tourne le thriller fantastique Le orme avec Florinda Bolkan. 
Pendant cette période d'activité, il participe également à l'écriture de plusieurs scénarios pour d'autres réalisateurs, comme  Metello de Mauro Bolognini, l'adaptation d'un roman de Vasco Pratolini. Il se retire à la fin des années 1970 et réapparaît en 1994 avec le documentaire Roma imago urbis.
Il décède en 2012 à l'âge de 82 ans dans sa ville natale.

## Filmographie

### Comme réalisateur
- 1963 : Un delitto (court-métrage)
- 1963 : Di domenica (court-métrage)
- 1965 : La Femme du lac (La donna del lago), coréalisé avec Franco Rossellini
- 1968 : L'Homme, l'Orgueil et la Vengeance (L'uomo, l'orgoglio, la vendetta)
- 1971 : Journée noire pour un bélier (Giornata nera per l'ariete)
- 1973 : Le Gang des frères Blue (Blu Gang e vissero per sempre felici e ammazzati)
- 1975 : Le orme
- 1994 : Roma imago urbis

### Comme scénariste
- 1960 : La contessa azzurra de Claudio Gora
- 1965 : La Femme du lac (La donna del lago), coréalisé avec Franco Rossellini
- 1968 : L'Homme, l'Orgueil et la Vengeance (L'uomo, l'orgoglio, la vendetta)
- 1970 : Metello (Metello) de Mauro Bolognini
- 1971 : Journée noire pour un bélier (Giornata nera per l'ariete)
- 1973 : Le Gang des frères Blue (Blu Gang e vissero per sempre felici e ammazzati)
- 1975 : Le orme
- 1980 : La via del silenzio de Franco Brocani
- 1994 : Roma imago urbis
- 2005 : Raul - Diritto di uccidere d'Andrea Bolognini

### Comme assistant réalisateur
- 1958 : La parole est à l'épée (Pia de' Tolomei) de Sergio Grieco
- 1960 : Le Bel Antonio (Il bell'Antonio) de Mauro Bolognini
- 1960 : La contessa azzurra de Claudio Gora
- 1960 : Ça s'est passé à Rome (La giornata balorda) de Mauro Bolognini
- 1962 : Agostino de Mauro Bolognini

## Prix et distinctions
- Mention spéciale au festival de Cannes 1963 pour son court-métrage Di domenica.